# Exul
Exul è il quarto album in studio del gruppo musicale australiano Ne Obliviscaris, pubblicato il 24 marzo 2023 dalla Season of Mist.

## Tracce
Testi di Xenoyr, musiche di Ne Obliviscaris.
1. Equus – 12:13
2. Misericorde I – As the Flesh Falls – 7:43
3. Misericorde II – Anatomy of Quiescence – 9:22
4. Suspyre – 10:29
5. Graal – 8:43
6. Anhedonia – 3:43

## Formazione
Gruppo
- Tim Charles – voce melodica, violino, viola, sintetizzatore
- Xenoyr – voce death
- Matt Klavins – chitarra
- Benjamin Baret – chitarra solista
- Martino Garattoni – basso
- Daniel Presland – batteria

Altri musicisti
- Emma Charles — violino addizionale (tracce 1, 2 e 3)
- Dalai Theofilopoulou — violoncello (tracce 1 e 4)
- Alana K Vocal — cori (traccia 1)

Produzione
- Mark Lewis – produzione, missaggio, mastering
- Ne Obliviscaris – co-produzione
- Xenoyr – artwork di copertina

## Classifiche
| Classifica (2023)       | Posizione massima |
| ----------------------- | ----------------- |
| Australia (Digital)     | 12                |
| Australia (Physical)    | 52                |
| Regno Unito (Downloads) | 51                |